# 긴지름
긴지름은 타원에서 타원의 두 초점을 이은 직선과 타원이 만나는 두 점을 이은 선분을 말하며, 긴반지름의 두 배이다.